# Peter Elias von Gähler
Peter Elias von Gähler, född 1718, död den 2 maj 1783 i Itzehoe, var en dansk general, bror till Sigismund Wilhelm von Gähler.
von Gähler blev redan 1734 officer och tjänade 1744-48 för sin utbildning i franska hären. Han erhöll snabb befordran hemma och blev 1758 generalmajor i kavalleriet. Han var 1763-66 chef för ett av departementen i krigsdirektoriatet under Saint-Germain och dennes viktigaste medarbetare, blev 1767 medlem av generalitetskollegiet, i juli 1770 preses för detsamma och efter Bernstorffs fall samma år en kort tid medlem av geheimekonseljen. Han tog i början verksamt del i Struensees reformer, men höll senare igen. 
Likväl blev han fängslad den 17 januari 1772 jämte Struensee och, fastän ingenting kunde läggas honom till last, avsatt och förvisad från huvudstaden. Hans hustru, Christine Sophie von Gähler, född Ahlefeldt, född 1747, gift 1764, var en av de mest firade damerna vid drottning Karolina Matildas hov såväl för sin skönhet som för sin sprudlande livlighet och undgick därför ej heller beskyllning för lättfärdighet. Hon blev 1772 fängslad tillsammans med sin make, men sedermera lösgiven såsom alldeles oskyldig. År 1792 äktade hon en tysk general von der Goltz, men dog under själva bröllopsnatten.